# Jindřich Vodička
Jindřich Vodička, né le 22 juillet 1952 à Prague, est un homme politique tchèque, membre du parti démocratique civique (ODS).